# فلوطین ۶۶۱۶
سیارک ۶۶۱۶ (به انگلیسی: 6616 Plotinos، نامگذاری:1175T-1) شش هزار و ششصد و شانزدهمین سیارک کشف شده‌است که در ۲۵ مارس ۱۹۷۱ کشف شد.
قدر مطلق سیارک برابر ۱۴٫۳۰ است.